# Michel M. Liès

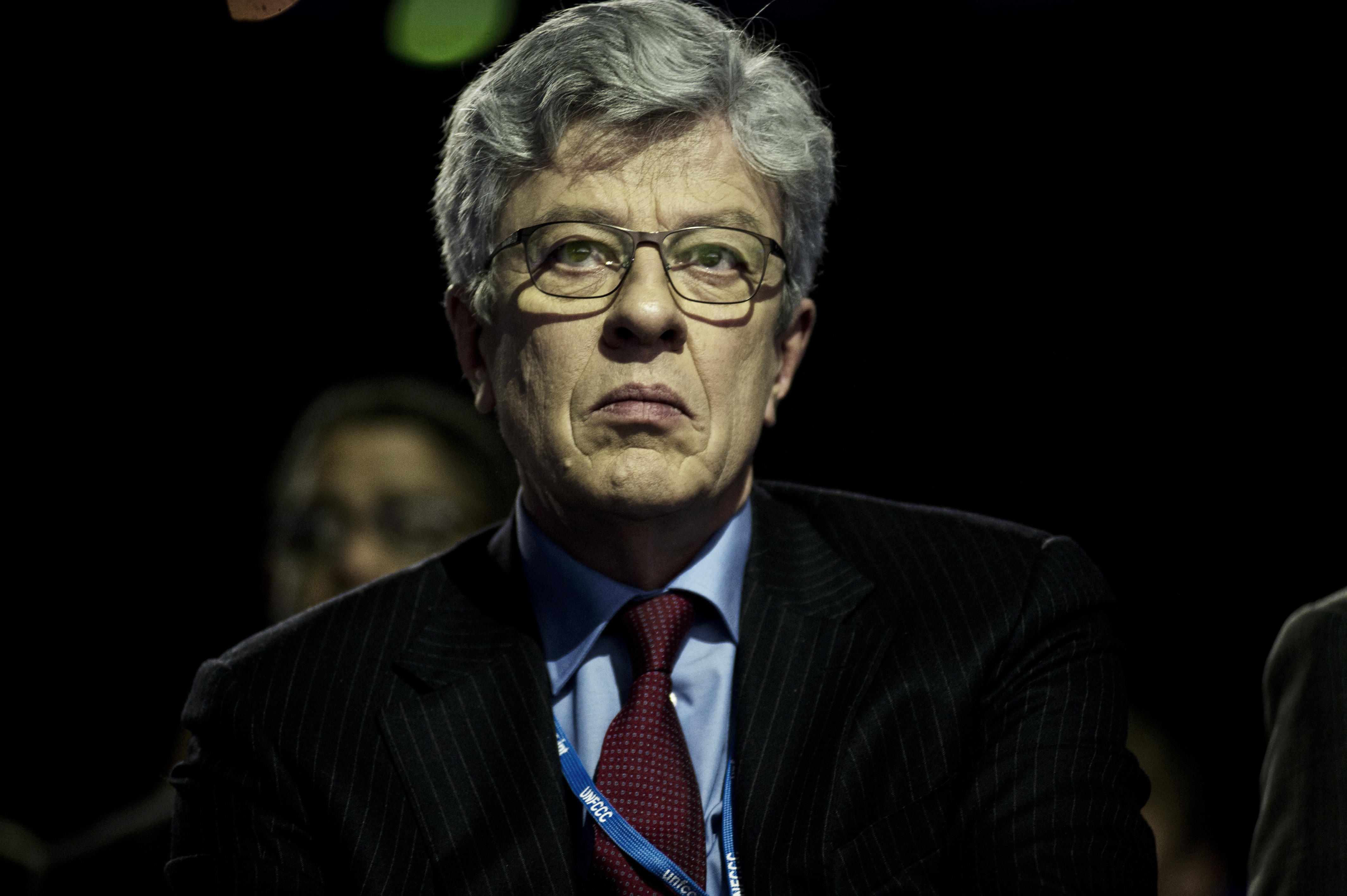
Michel M. Liès (2015).

Michel M. Liès (* 16. Mai 1954 in Pont-Sainte-Maxence, Frankreich) ist ein luxemburgischer Versicherungsmanager.

## Leben und Ausbildung
Liès ist Sohn eines chemischen Ingenieurs und einer Hausfrau und Lehrerin. Er ist ein Einzelkind. Liès studierte an der ETH Zürich Mathematik und schloss das Studium 1975 ab. 1991 absolvierte er das Stanford Executive Program an der Stanford University. 1996 schloss er das Senior Executive Program an der Harvard University ab.

## Karriere

### Swiss Re
Nach seinem Studium war er Finanzchef einer Keramikfirma in Brasilien. 1978 stieg Liès bei der Schweizerischen Rückversicherungsgesellschaft (heute als Swiss Re tätig) ein. Ab 1980 engagierte sich Liès im operativen Bereich des Konzerns in Lateinamerika. 1998 wurde er schliesslich Leiter der Division Lateinamerika. 2000 wurde er unter Konzernchef Walter Kielholz Leiter der Division Europa. 2005 wurde er Leiter der Abteilung Client Markets und war als Chief Marketing Officer zuständig für alle Kundenbeziehungen weltweit. Im Rahmen der Finanzkrise geriet die Swiss Re in Schwierigkeiten. Nach einigen turbulenten Jahren ging es auch für Liès weiter. So wurde er Chairman der Abteilung Global Partnerships. Zu seinen Aufgaben gehörte, zu Staaten, aber auch zu Nichtregierungsorganisationen Beziehungen aufzubauen. Im Dezember 2011 wurde er vom Verwaltungsrat der Swiss Re um Walter Kielholz zum Nachfolger von Stefan Lippe ernannt. 2016 schied Liès aus der Konzernleitung des Rückversicherers aus, sein Nachfolger wurde Christian Mumenthaler.

### Zurich Insurance Group
2018 wurde Liès zum Verwaltungsratspräsidenten der Zurich Insurance Group gewählt. Er wurde Nachfolger von Tom de Swaan.

## Privates

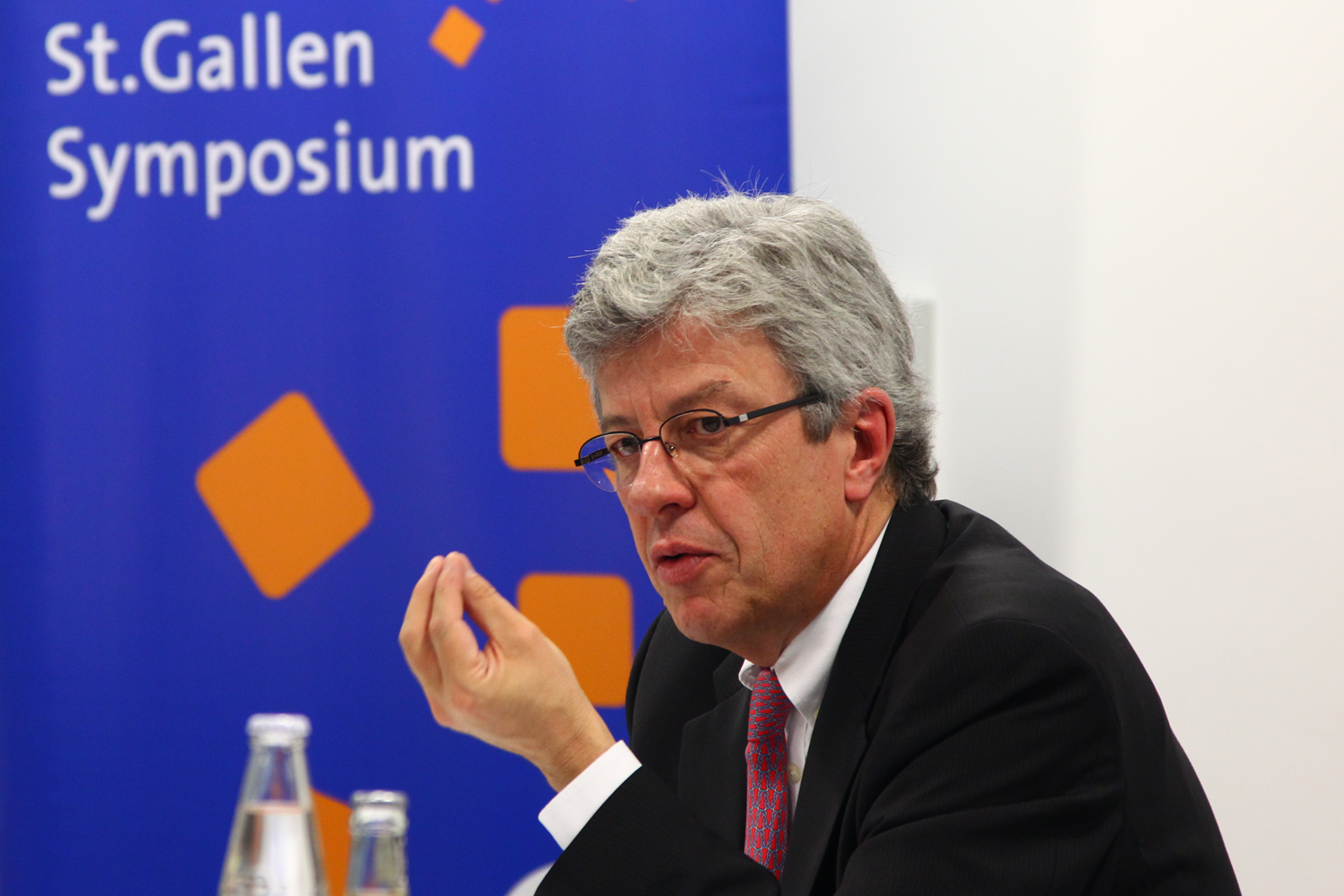
Liès 2011 am St. Gallen Symposium.

Liès spricht Französisch, Englisch, Deutsch, Italienisch, Portugiesisch und Spanisch. Im Mai 2020 wurde Liès zum Präsident der Avenir Suisse gewählt.